# Liste des rhopalocères de Bretagne
Cet article recense les rhopalocères (ou « papillons de jour ») de Bretagne et de Loire-Atlantique . Il traite donc des espèces de lépidoptères appartenant aux familles des Hesperiidae, Papilionidae, Pieridae, Riodinidae, Lycaenidae et Nymphalidae.

## Famille desHesperiidae

### Sous-famille desPyrginae
- Erynnis tages (Linnaeus, 1758) — Point-de-Hongrie — partout en Bretagne, mais moins présent en Côtes-d'Armor
- Carcharodus alceae (Esper, 1780) — Hespérie de la passe-rose — partout en Bretagne
- Spialia sertorius (Hoffmannsegg, 1804) — Hespérie des sanguisorbes — rares stations sur le littoral de Sud Bretagne
- Pyrgus malvae (Linnaeus, 1758) — Hespérie de la mauve — partout en Bretagne mais peu présent en Ille-et-Vilaine
- Pyrgus armoricanus (Oberthür, 1910) — Hespérie des potentilles — surtout en Sud Finistère et sud Morbihan

### Sous-famille desHeteropterinae
- Carterocephalus palaemon (Pallas, 1771) — Hespérie du brome — surtout en Ille-et-Vilaine et l'Est des Côtes-d'Armor
- Heteropterus morpheus (Pallas, 1771) — Miroir — partout en Bretagne

### Sous-famille desHesperiinae

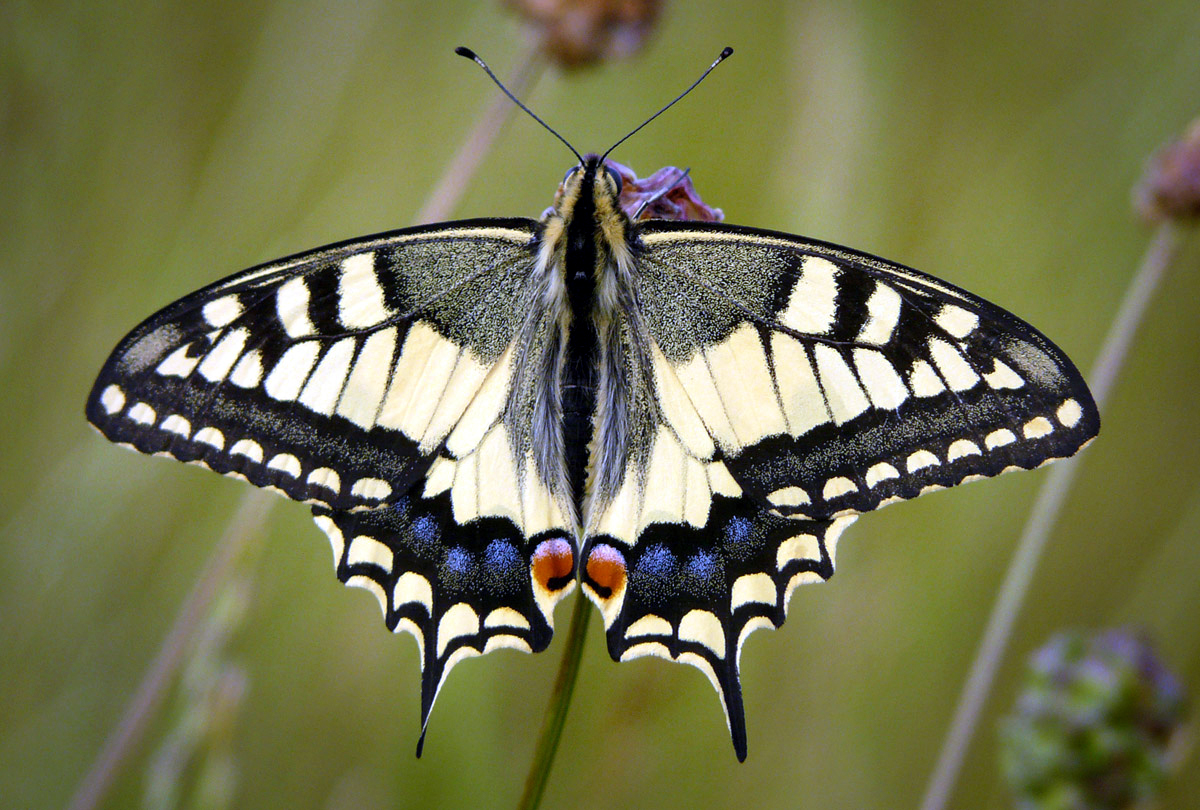
Machaon

- Thymelicus acteon (Rottemburg, 1775) — Hespérie du chiendent — partout en Bretagne
- Thymelicus sylvestris (Poda, 1761) — Hespérie de la houque ou Bande noire — partout en Bretagne
- Thymelicus lineola (Ochsenheimer, 1808) — Hespérie du dactyle — partout en Bretagne
- Hesperia comma (Linnaeus, 1758) — Virgule — rares stations en Morbihan
- Ochlodes sylvanus (Esper, 1777) — Sylvaine — partout en Bretagne

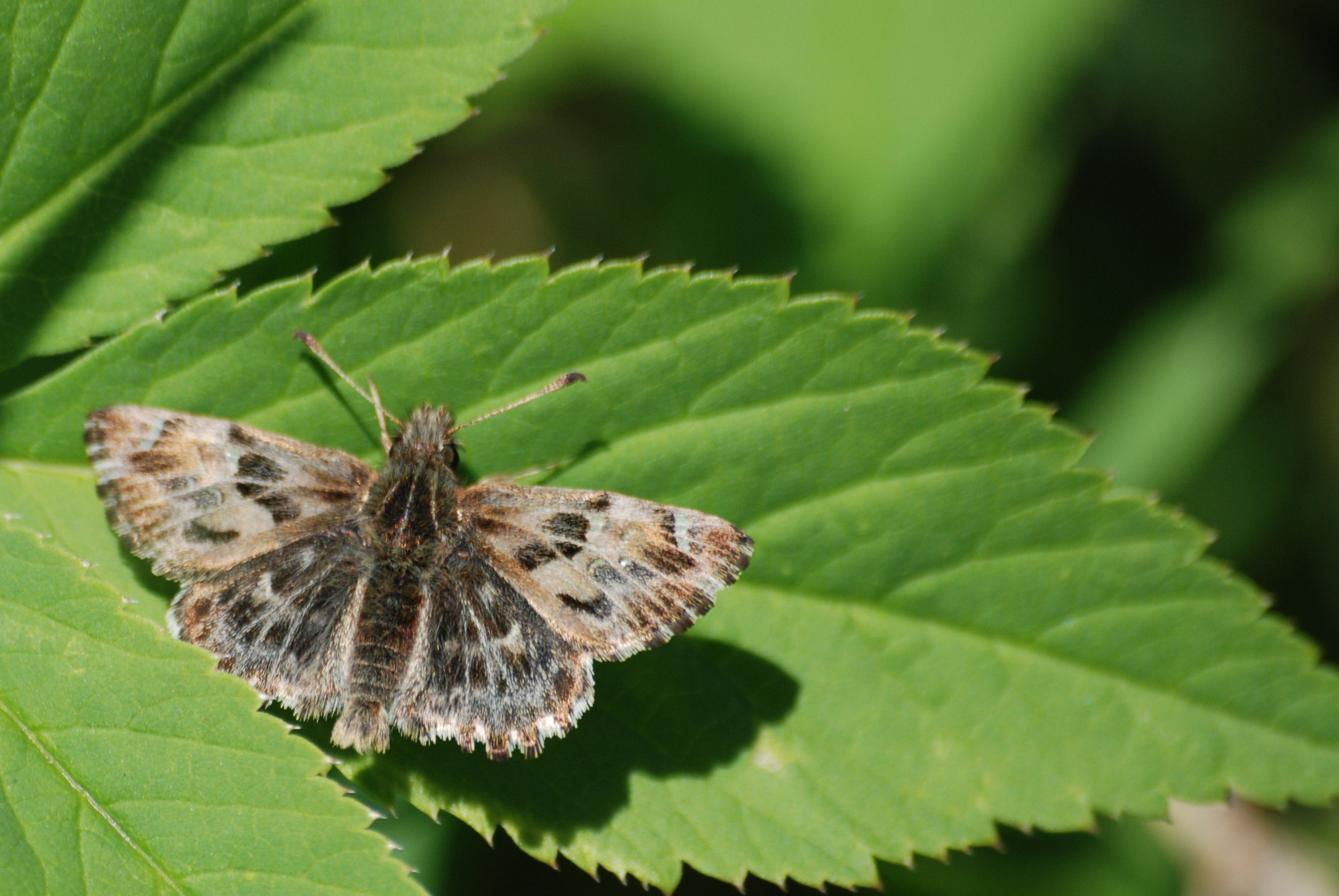
Hespérie de la passe-rose
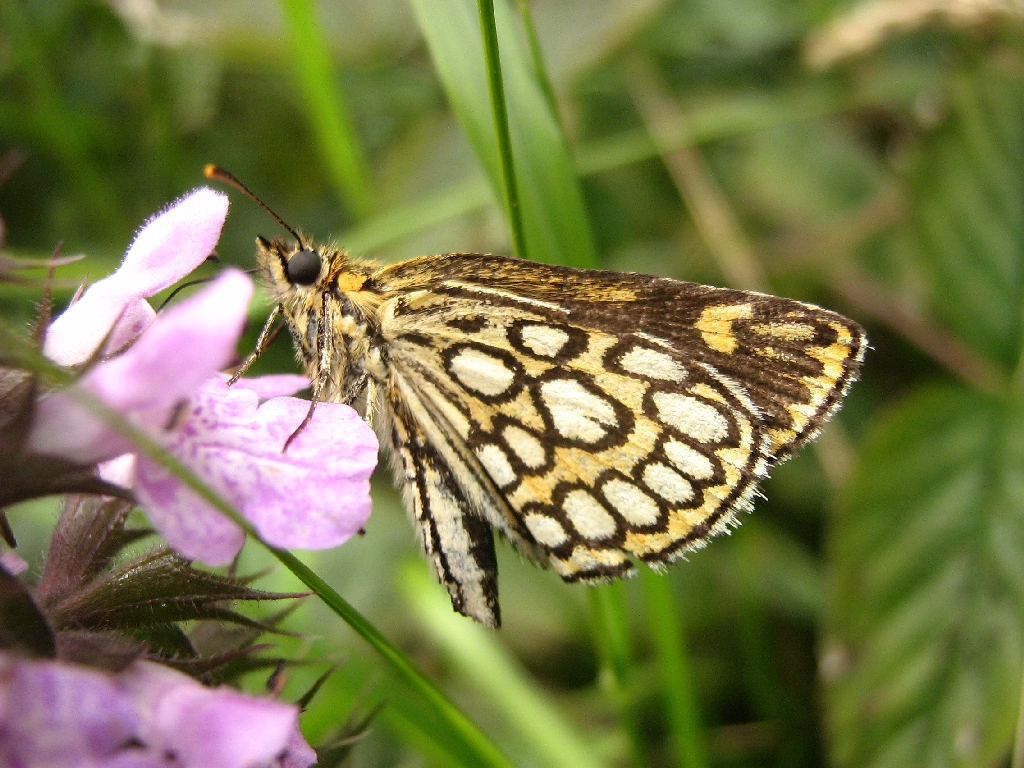
Miroir
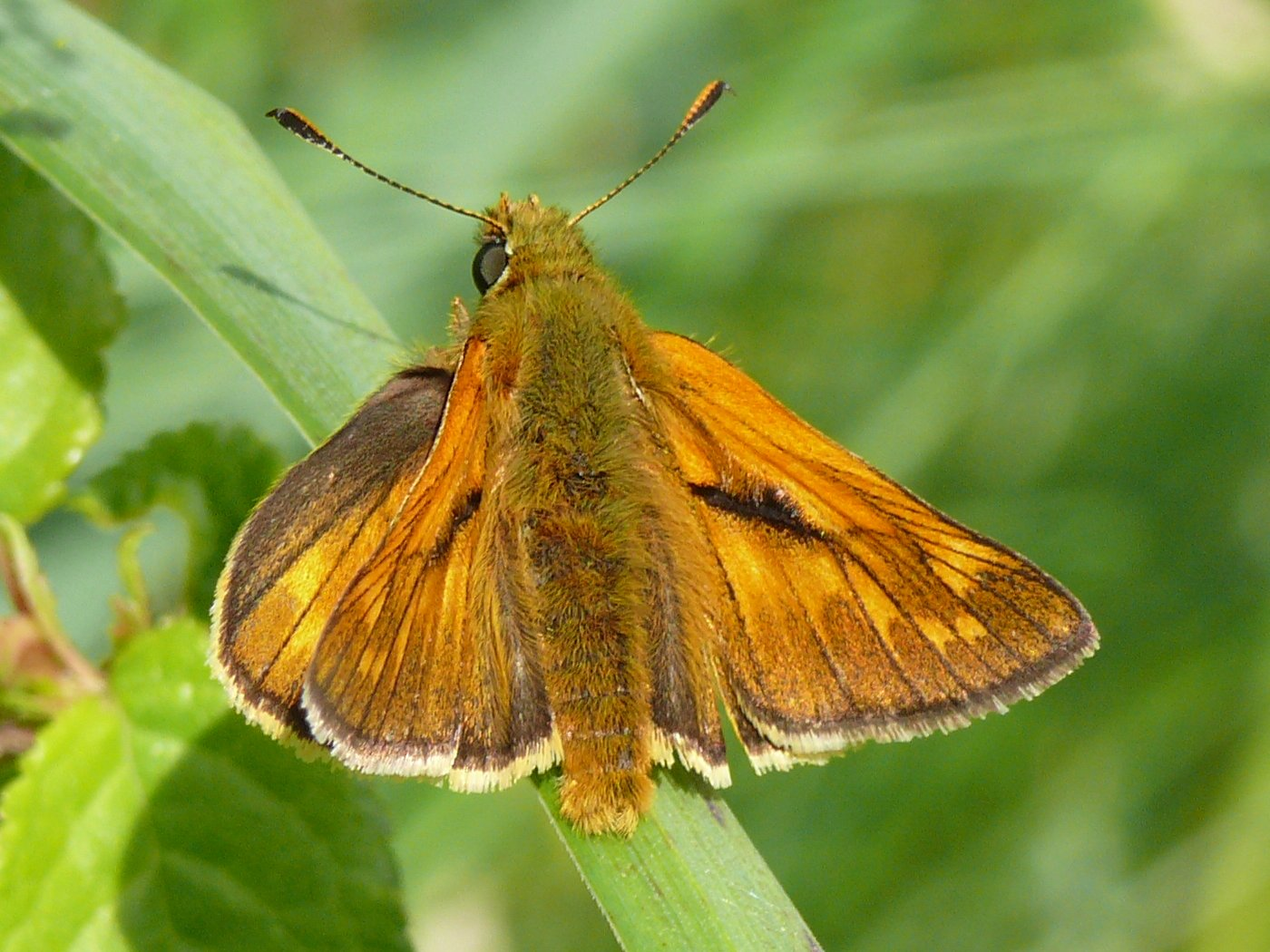
Sylvaine

## Famille desPapilionidae

### Sous-famille desPapilioninae
- Papilio machaon Linnaeus, 1758 — Machaon — partout en Bretagne

## Famille desPieridae

### Sous-famille desDismorphiinae
- Leptidea sinapis (Linnaeus, 1758) — Piéride de la moutarde — surtout en Ille-et-Vilaine, Morbihan et Loire-Atlantique

### Sous-famille desPierinae
- Aporia crataegi (Linnaeus, 1758) — Gazé — surtout sur le littoral du Morbihan, le centre Finistère et le Sud de l'Ille-et-Vilaine
- Pieris brassicae  (Linnaeus, 1758) — Piéride du chou — partout en Bretagne
- Pieris rapae  (Linnaeus, 1758) — Piéride de la rave — partout en Bretagne
- Pieris napi (Linnaeus, 1758) — Piéride du navet — partout en Bretagne
- Anthocharis cardamines (Linnaeus, 1758) — Aurore — partout en Bretagne

### Sous-famille desColiadinae
- Colias hyale  (Linnaeus, 1758) — Soufré — seulement observé dans le Pays des Abers
- Colias crocea (Geoffroy in Fourcroy, 1785) — Souci — partout en Bretagne
- Gonepteryx rhamni  (Linnaeus, 1758) — Citron — partout en Bretagne

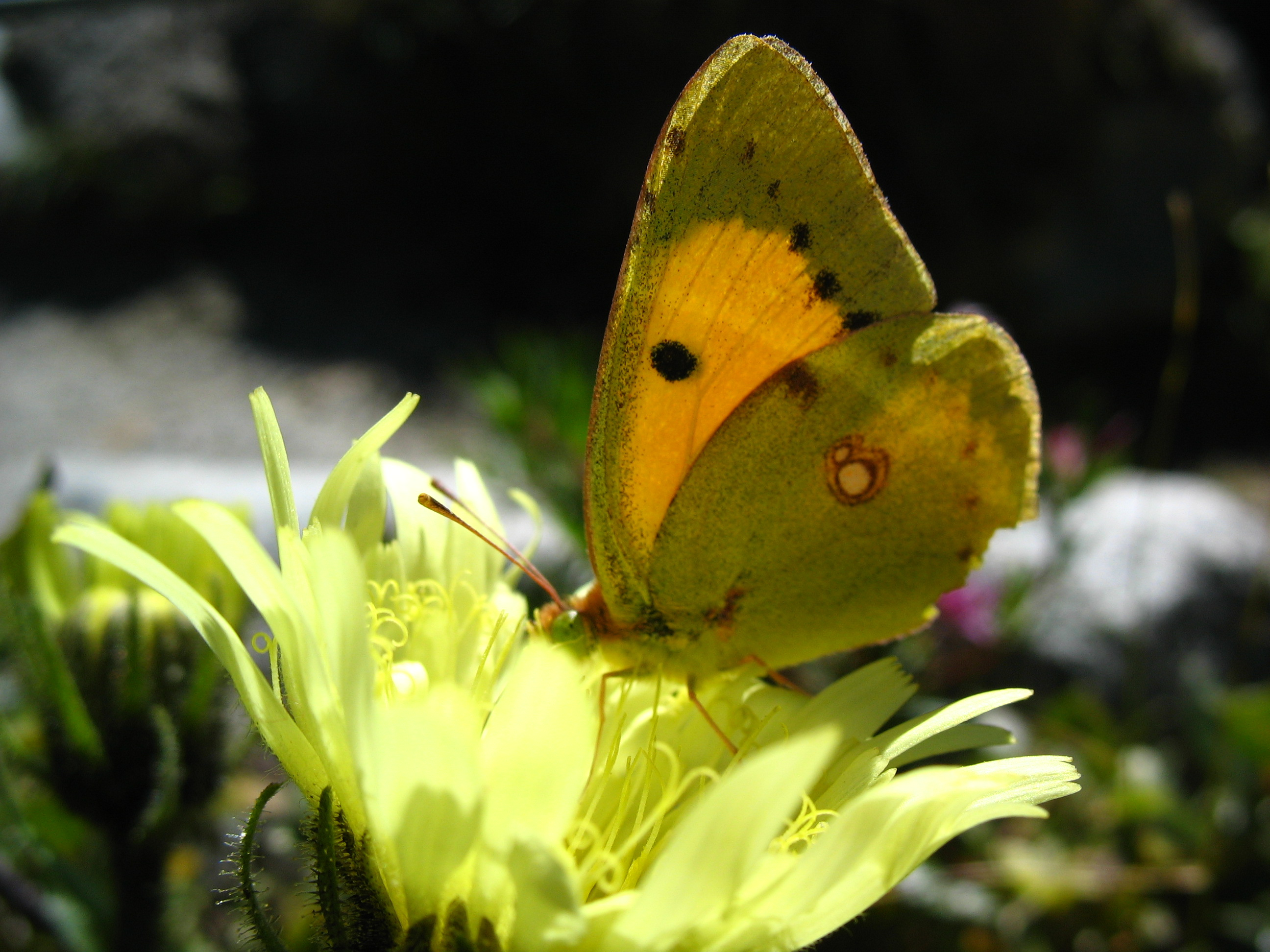
Souci
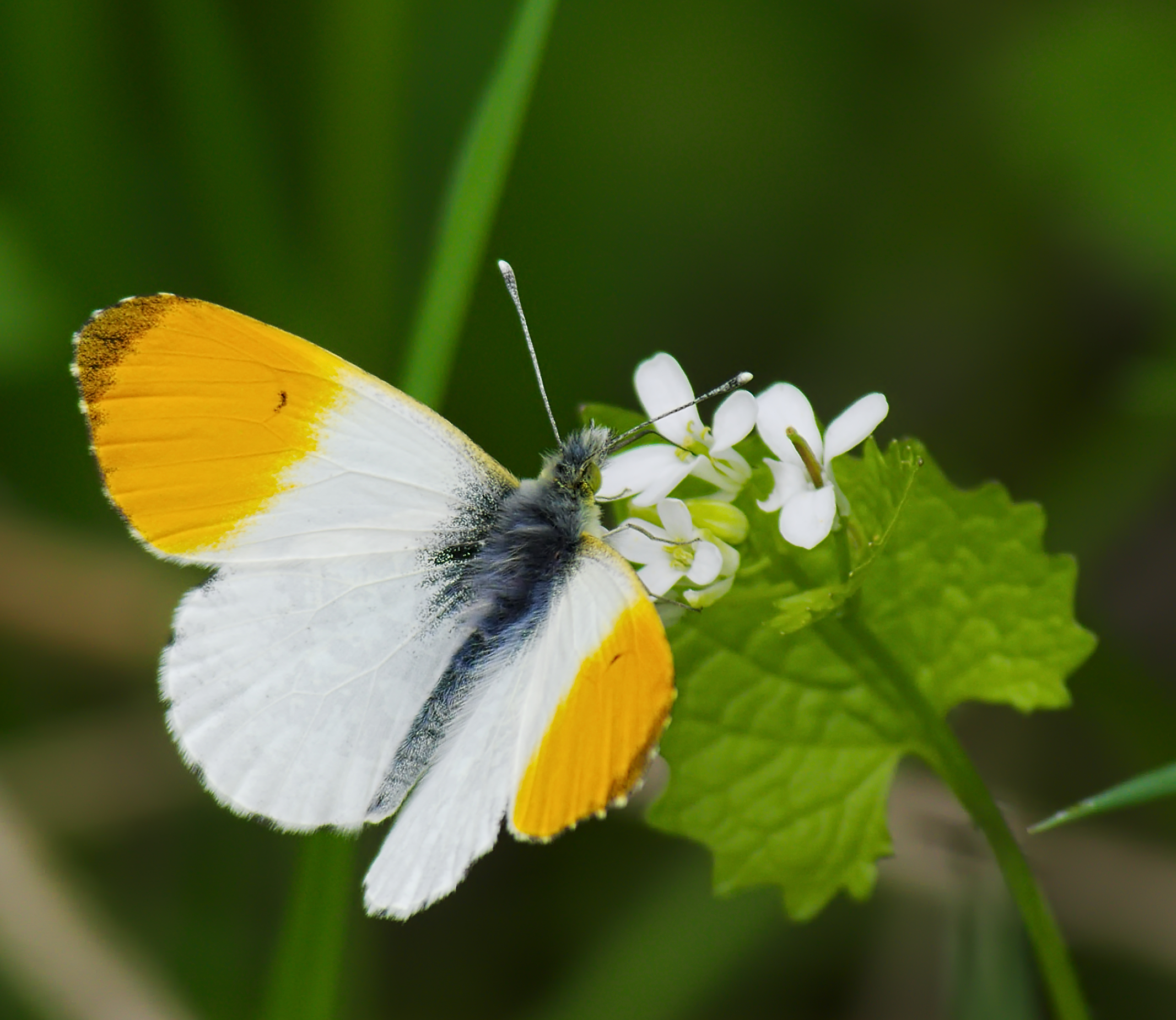
Aurore
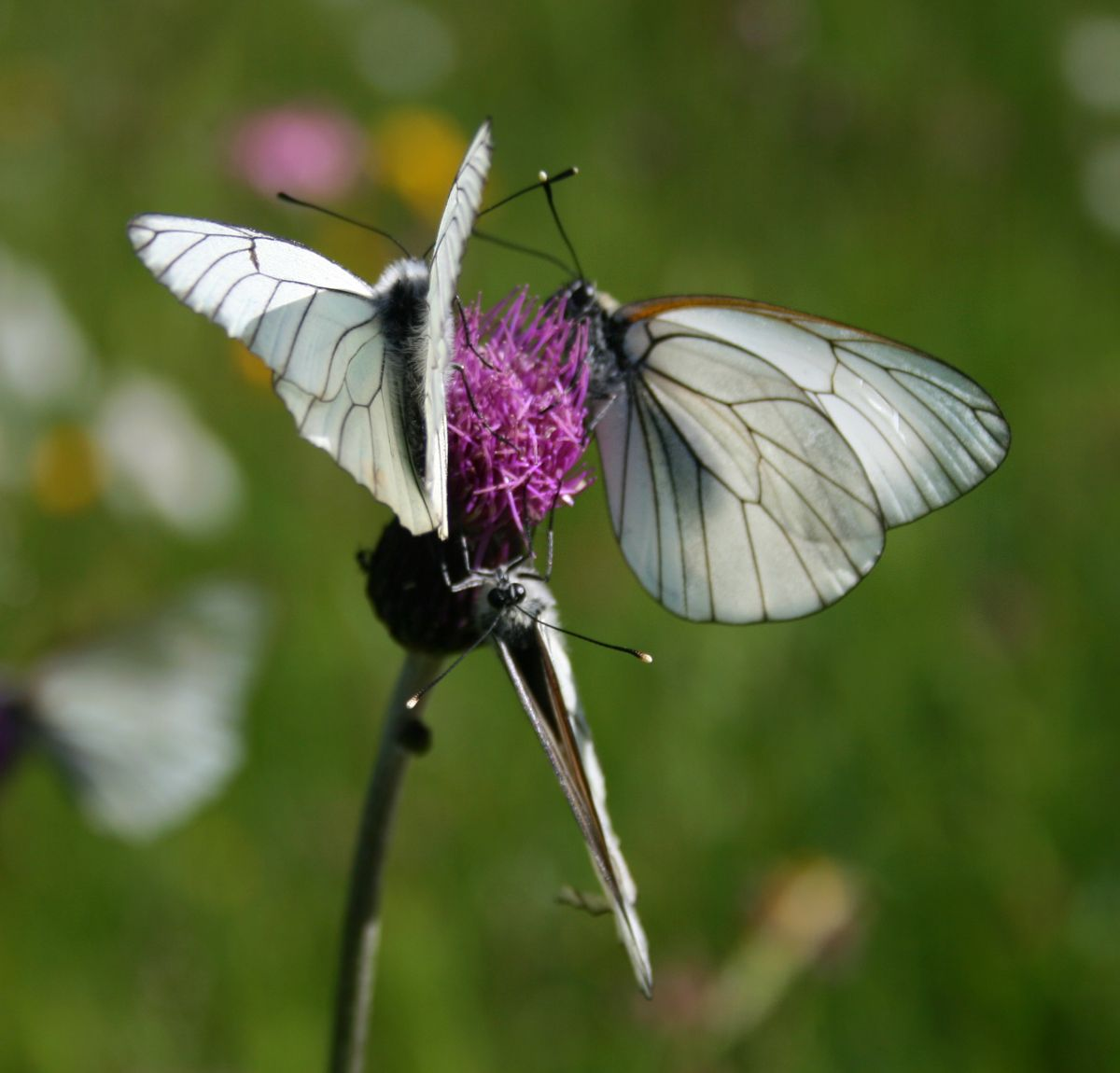
Gazé

## Famille desRiodinidae

### Sous-famille desNemeobiinae
- Hamearis lucina (Linnaeus, 1758) — Lucine — rares stations dans le Trégor

## Famille desLycaenidae

### Sous-famille desTheclinae
- Thecla betulae (Linnaeus, 1758) — Thècle du bouleau — partout en Bretagne
- Favonius quercus (Linnaeus, 1758) — Thécla du chêne — partout en Bretagne
- Satyrium ilicis (Esper, 1779) — Thécla de l'yeuse — surtout en Morbihan
- Callophrys rubi (Linnaeus, 1758) — Thècle de la ronce — partout en Bretagne

### Sous-famille desLycaeninae
- Lycaena phlaeas (Linnaeus, 1761) — Cuivré commun — partout en Bretagne
- Lycaena tityrus (Poda, 1761) — Cuivré fuligineux — partout en Bretagne

### Sous-famille desPolyommatinae
- Leptotes pirithous (Linnaeus, 1767) — Azuré de la luzerne — rares stations, surtout sur le littoral du Morbihan
- Lampides boeticus (Linnaeus, 1767) — Azuré porte-queue — sur le littoral des Côtes-d'Armor, du Morbihan et dans quelques stations de l'intérieur de l'Ille-et-Vilaine
- Cacyreus marshalli Butler, 1898 — Brun des pélargoniums — observations ponctuelles de cette espèce invasive
- Celastrina argiolus (Linnaeus, 1758) — Azuré des nerpruns — partout en Bretagne
- Cupido argiades (Pallas, 1771) — Azuré du trèfle — partout en Bretagne
- Cupido minimus (Fuessly, 1775) — Argus frêle — rares stations sur le Pays de Lorient
- Phengaris alcon ([Denis & Schiffermüller], 1775) — Azuré des mouillères — rares stations où il est dépendant de la présence de la gentiane pneumonanthe
- Pseudophilotes baton (Bergsträsser, 1779) — Azuré de la sarriette — sur le littoral du Morbihan et du Finistère
- Cyaniris semiargus (Rottemburg, 1775) — Azuré des anthyllides — en Morbihan et Sud de l'Ille-et-Vilaine
- Polyommatus icarus (Rottemburg, 1775) — Argus bleu — partout en Bretagne
- Lysandra bellargus (Rottemburg, 1775) — Azuré bleu céleste — rares observations en Loire-Atlantique
- Aricia agestis ([Denis & Schiffermüller], 1775) — Collier-de-corail — partout en Bretagne
- Plebejus argus (Linnaeus, 1758) — Azuré de l'ajonc — partout en Bretagne
- Plebejus idas (Linnaeus, 1761) — Azuré du genêt — partout en Bretagne

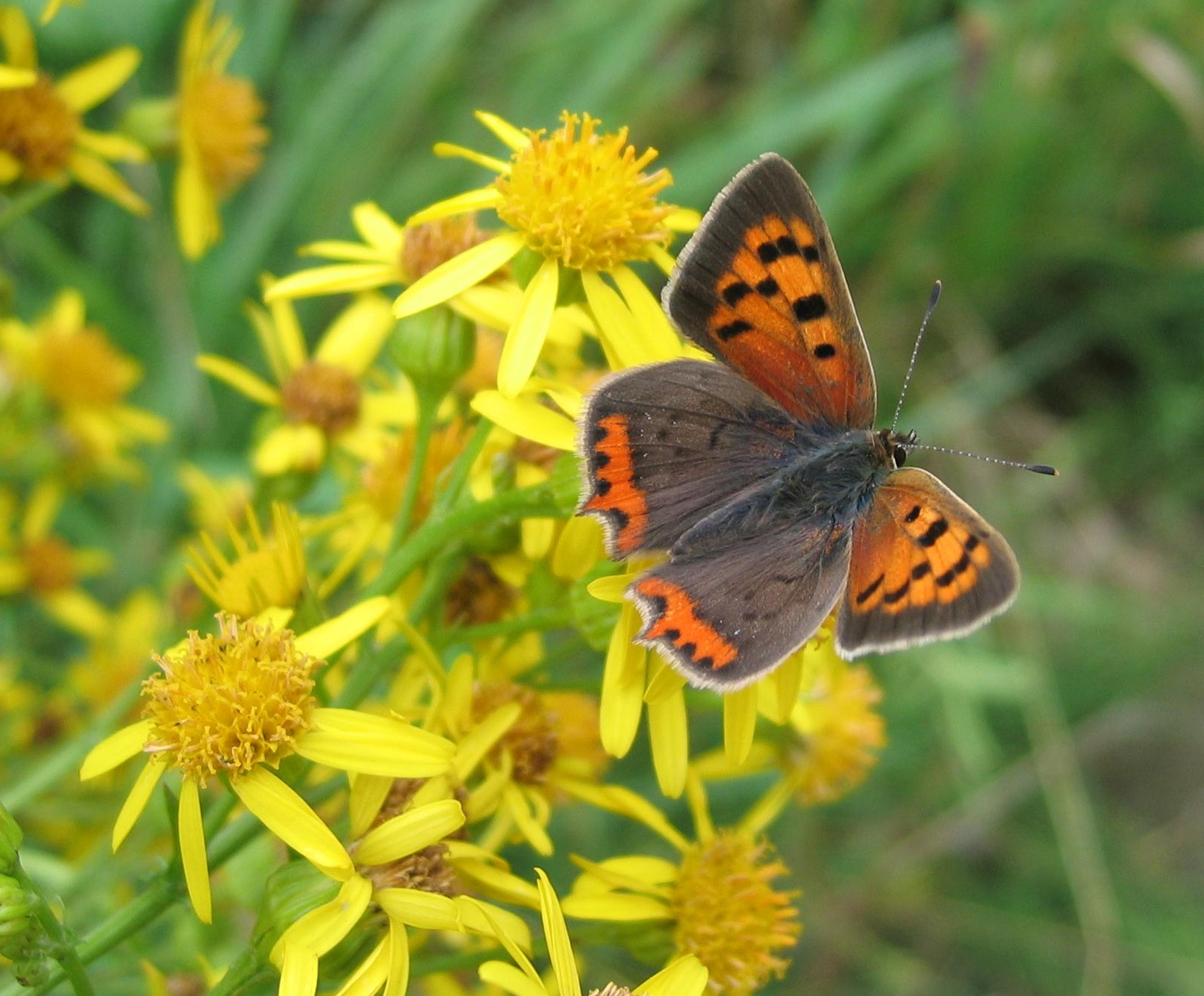
Cuivré commun
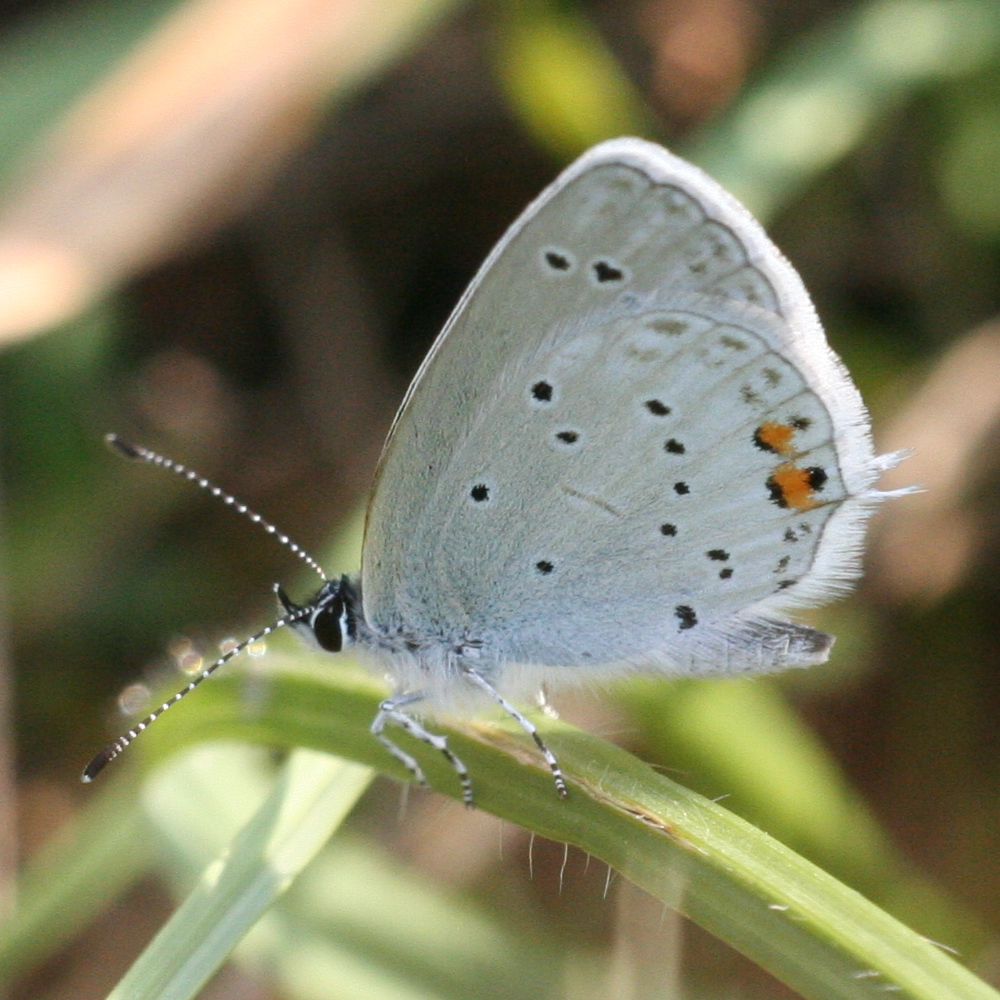
Azuré du trèfle
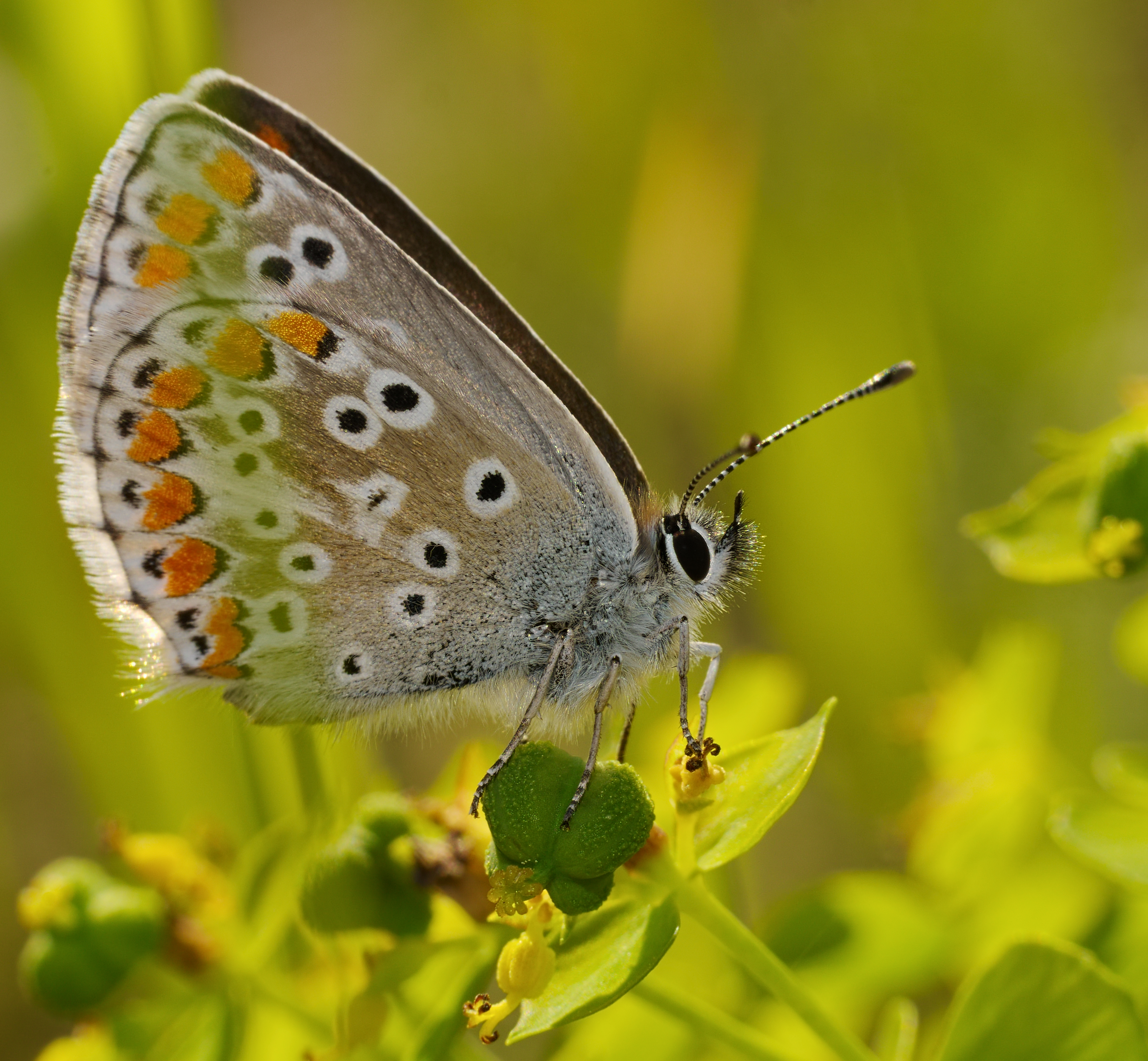
Collier-de-corail
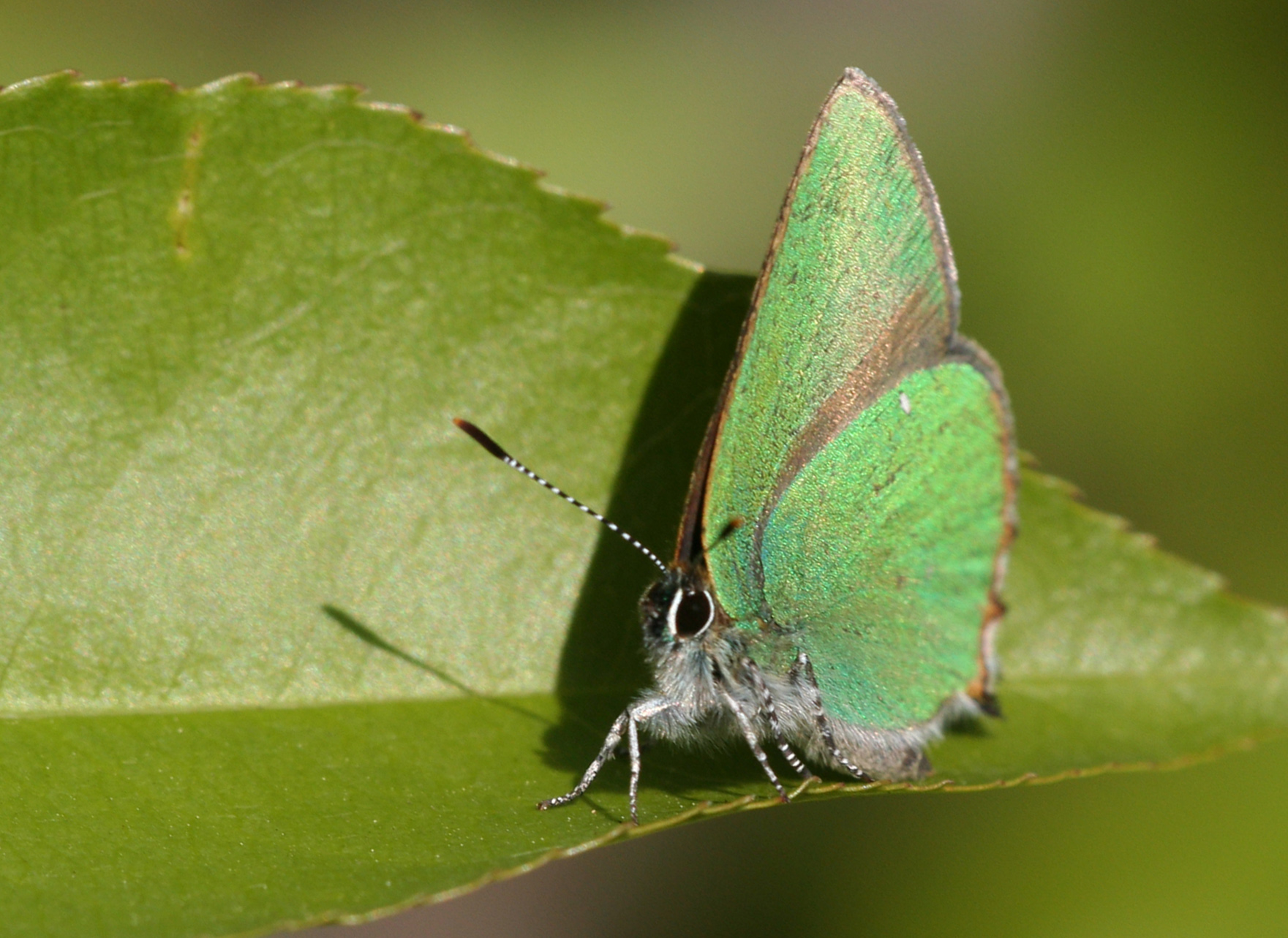
Thècle de la ronce

## Famille desNymphalidae

### Sous-famille desLimenitidinae
- Limenitis populi (Linnaeus, 1758) — Grand sylvain — rares observations sur le Pays de Rennes
- Limenitis camilla (Linnaeus, 1764) — Petit sylvain — partout en Bretagne
- Limenitis reducta Staudinger, 1901 — Sylvain azuré — sur le littoral de Bretagne Sud

### Sous-famille desApaturinae
- Apatura iris (Linnaeus, 1758) — Grand mars changeant — partout en Bretagne
- Apatura ilia ([Denis & Schiffermüller], 1775) – Petit mars changeant — partout en Bretagne mais peu observé en Finistère

### Sous-famille desHeliconiinae
- Argynnis paphia (Linnaeus, 1758) — Tabac d'Espagne — partout en Bretagne
- Argynnis pandora ([Denis & Schiffermüller], 1775) — Cardinal — sur le littoral de Bretagne Sud
- Speyeria aglaja (Linnaeus, 1758) — Grand nacré — surtout dans le secteur de Brocéliande
- Issoria lathonia (Linneaus, 1758) — Petit nacré — partout en Bretagne
- Boloria selene ([Denis & Schiffermüller], 1775) — Petit collier argenté — partout en Bretagne mais peu en Ille-et-Vilaine
- Boloria euphrosyne (Linnaeus, 1758) — Grand collier argenté — rares observations vers Plouha
- Boloria dia (Linnaeus, 1767) — Petite violette — surtout sur le Sud Bretagne

### Sous-famille desNymphalinae
- Nymphalis antiopa (Linnaeus, 1758) — Morio — surtout vers la Brière
- Nymphalis polychloros (Linnaeus, 1758) — Grande tortue — partout en Bretagne
- Aglais urticae (Linnaeus, 1758) — Petite tortue — partout en Bretagne
- Aglais io (Linnaeus, 1758) — Paon du jour — partout en Bretagne
- Vanessa atalanta (Linnaeus, 1758) — Vulcain — partout en Bretagne
- Vanessa cardui (Linnaeus, 1758) — Belle-Dame — partout en Bretagne
- Polygonia c-album (Linnaeus, 1758) — Robert-le-Diable — partout en Bretagne
- Araschnia levana (Linnaeus, 1758) — Carte géographique — partout en Bretagne
- Melitaea cinxia (Linnaeus, 1758) — Mélitée du plantain — peu présent sur la moitié Nord de la Bretagne
- Melitaea phoebe ([Denis & Schiffermüller], 1775) — Mélitée des centaurées — sur le littoral du Morbihan et le Sud de l'Ille-et-Vilaine
- Melitaea didyma (Esper, 1778) — Mélitée orangée — rares observations en Loire-Atlantique
- Melitaea athalia (Rottemburg, 1775) — Mélitée du mélampyre — surtout dans la moitié Ouest de la Bretagne
- Melitaea parthenoides Keferstein, 1851 — Mélitée des scabieuses — surtout sur la Vilaine entre Rennes et l'estuaire
- Euphydryas aurinia (Rottemburg, 1775) — Damier de la succise — stations localisées, mais présent sur toute la Bretagne

### Sous-famille desSatyrinae
- Pararge aegeria (Linnaeus, 1758) — Tircis — partout en Bretagne
- Lasiommata maera (Linnaeus, 1758) — Némusien ou Ariane — rares stations surtout sur le littoral du Finistère
- Lasiommata megera (Linnaeus, 1767) — Satyre ou Mégère — partout en Bretagne
- Coenonympha arcania (Linnaeus, 1761) — Céphale — sur le Morbihan et le Sud de l'Ille-et-Vilaine
- Coenonympha pamphilus (Linnaeus, 1758) — Procris ou Fadet commun — partout en Bretagne
- Pyronia tithonus (Linnaeus, 1771) — Amaryllis — partout en Bretagne
- Aphantopus hyperantus (Linnaeus, 1758) —  Tristan — surtout sur la partie Ouest de la Bretagne et le Pays de Fougères
- Maniola jurtina (Linnaeus, 1758) — Myrtil — partout en Bretagne
- Melanargia galathea (Linnaeus, 1758) — Demi-deuil — partout en Bretagne
- Hipparchia statilinus (Hufnagel, 1766) — Faune — surtout en Pays de Brocéliande
- Hipparchia semele (Linnaeus, 1758) — Agreste — partout en Bretagne

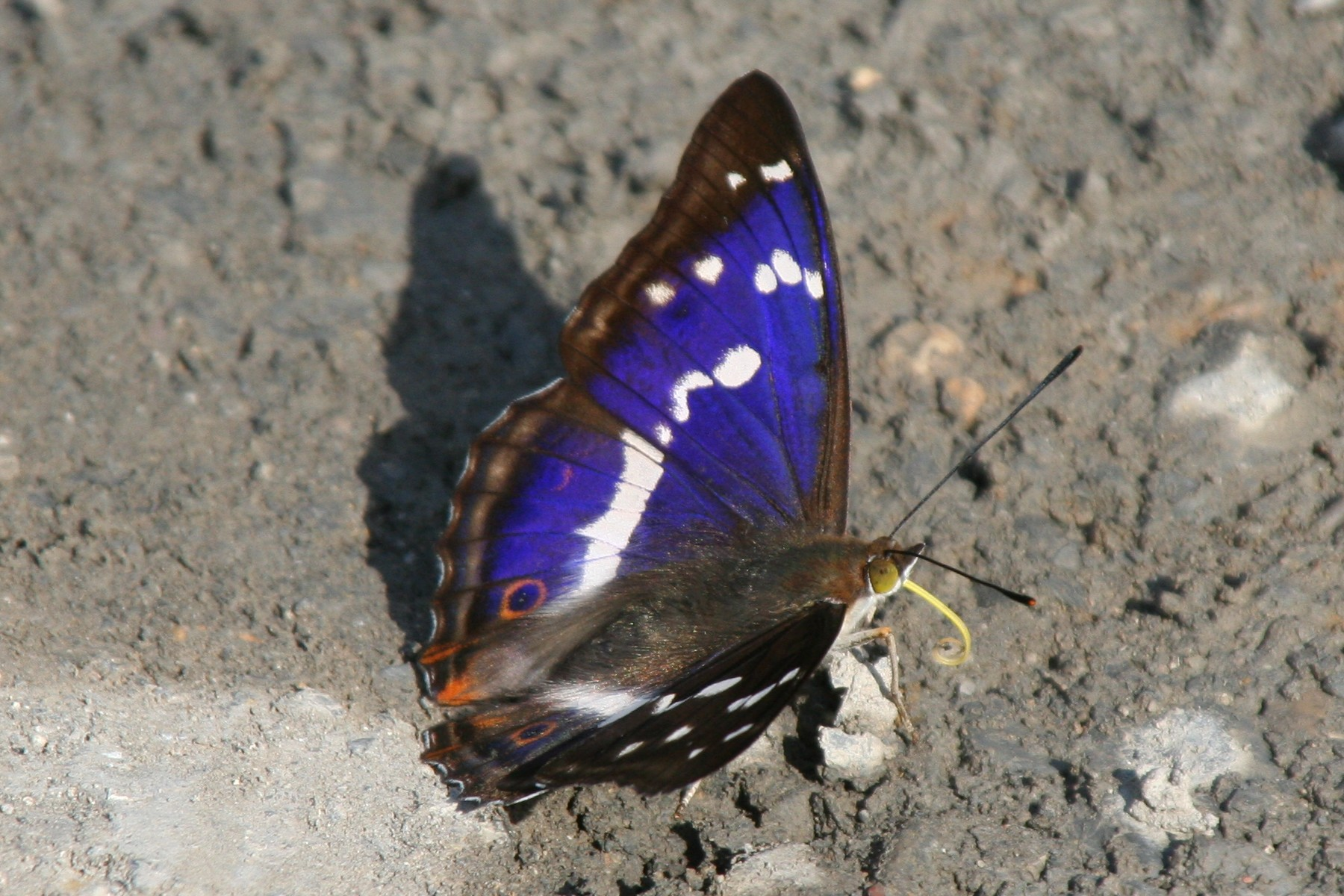
Grand mars changeant
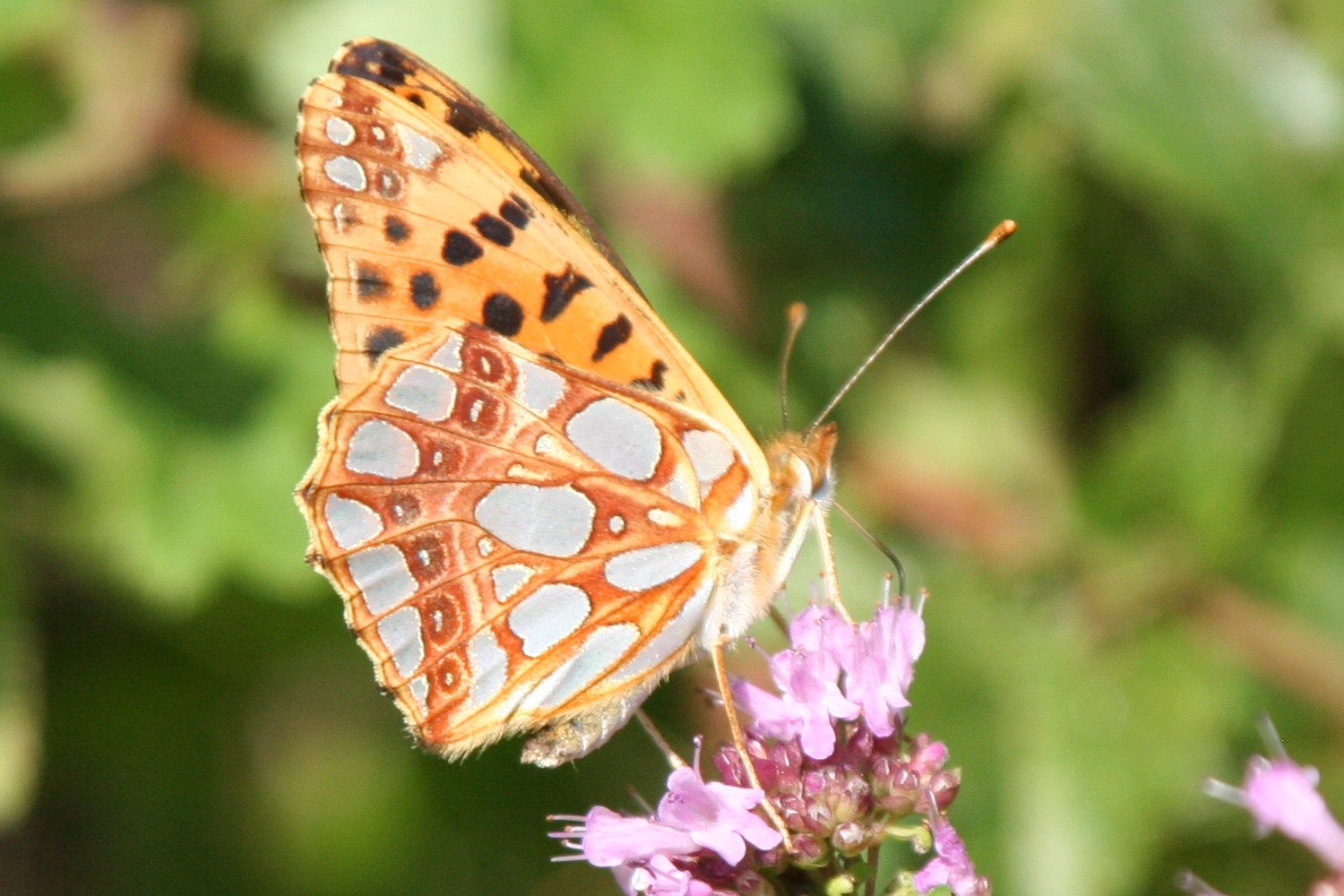
Petit nacré
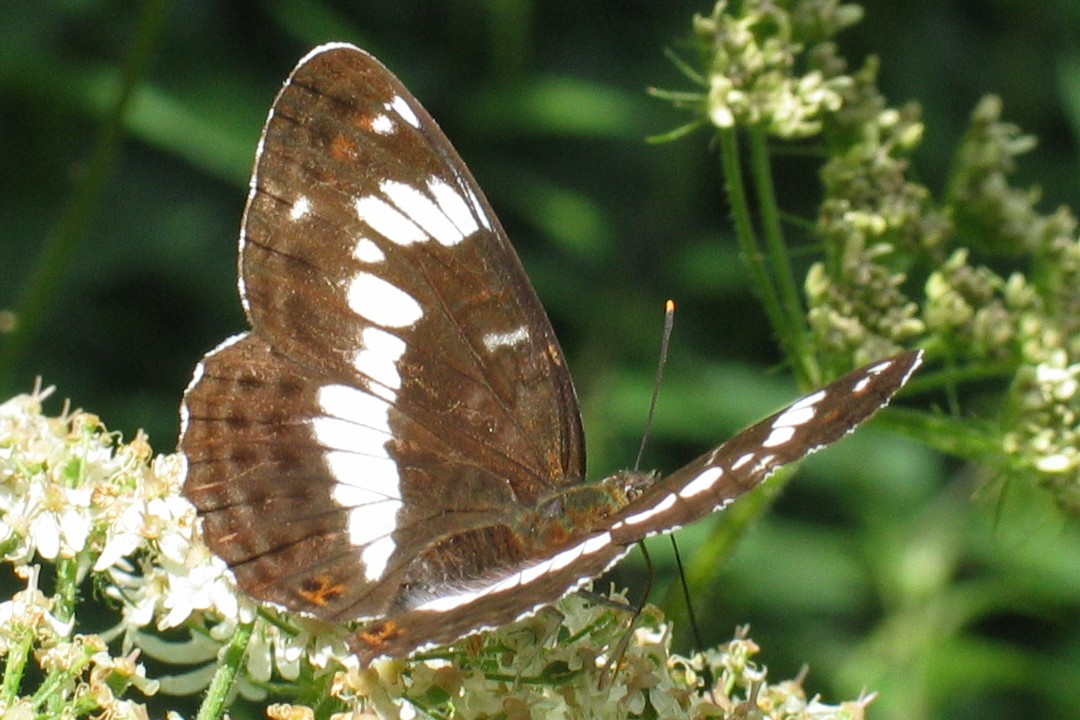
Petit sylvain
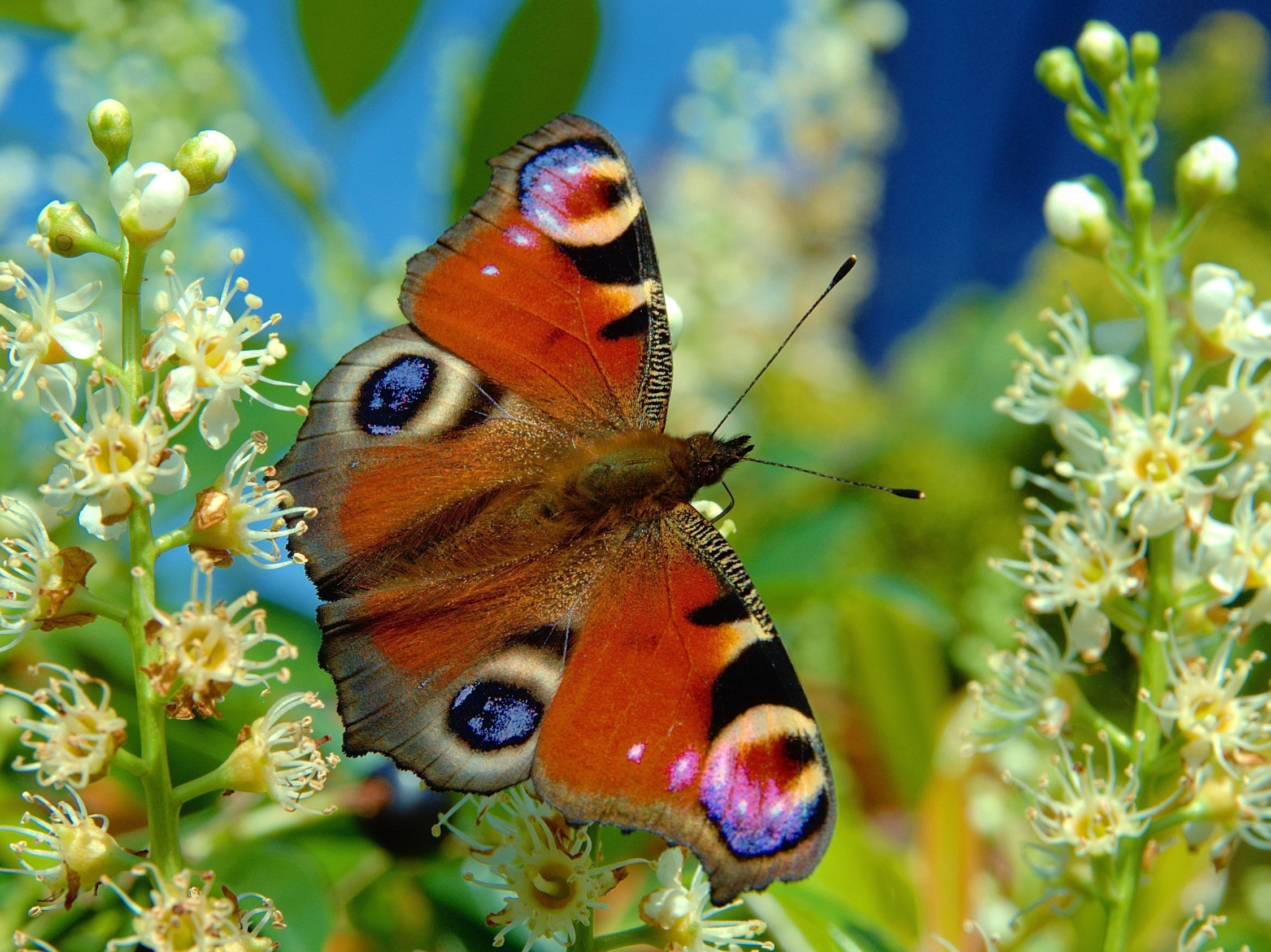
Paon du jour
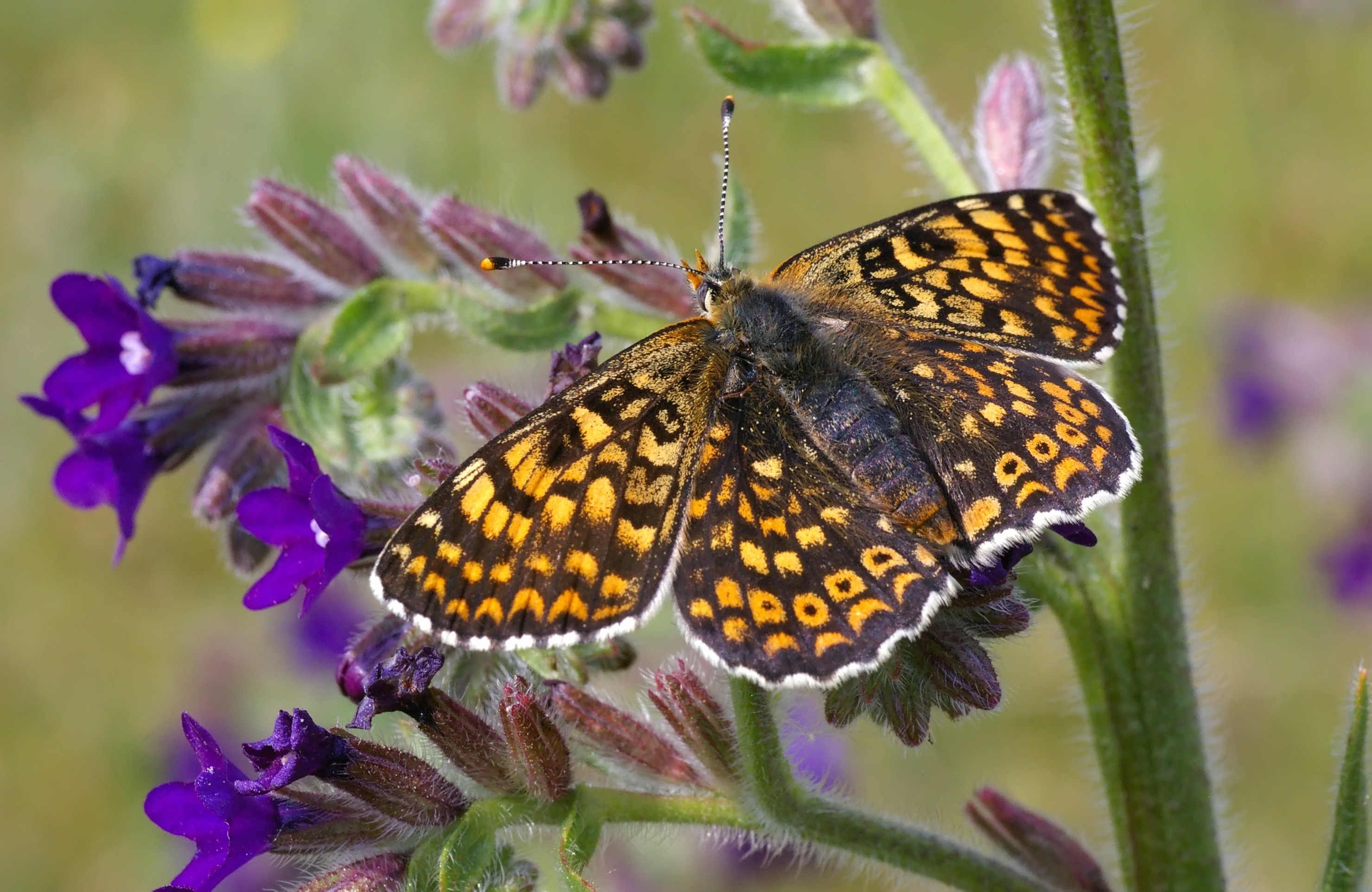
Mélitée du plantain
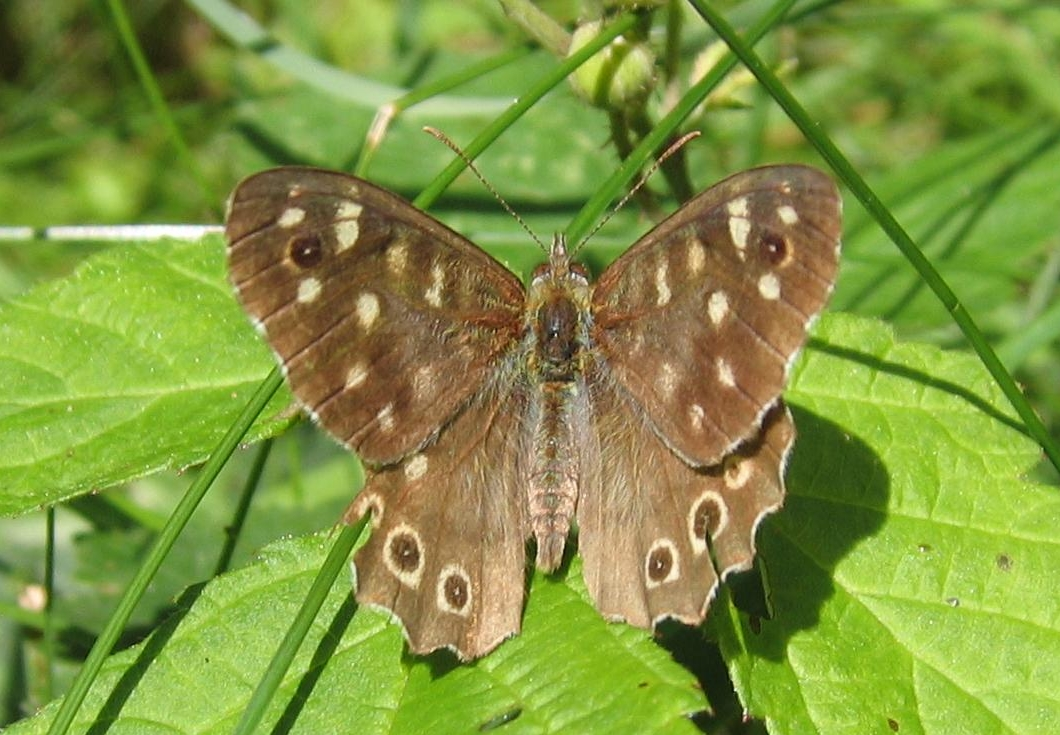
Tircis
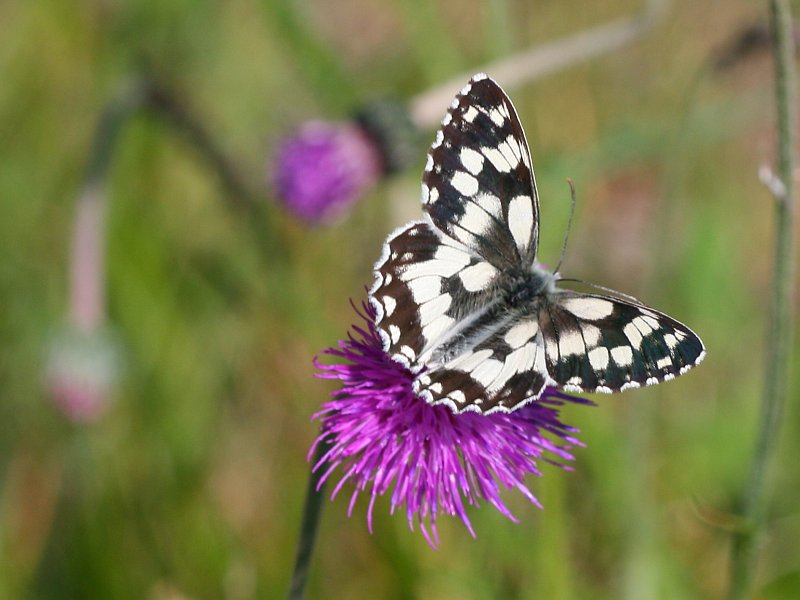
Demi-deuil